# Archidona
Archidona és un poble de la província de Màlaga (Andalusia), que pertany a la comarca de la Comarca Nororiental de Málaga. Situada a 700 metres d'altitud, sobre la Sierra de Gracia, el seu terme municipal té una superfície de 187 km² i la seva població és de 8.672 habitants.

## Història
Fou l'antiga Esteleduna (que voldria dir "premsa d'olives") nom que podria ser d'origen ibèric. Fou conquerida pels àrabs després del 711 i per raons estratègiques convertida en fortalesa, a 37 km al nord de Màlaga i prop de les fonts del Guadalhorce (entre Antequera i Loja, a la vora del Genil) portant el nom d’Urjudhuna (Arjudhuna, Arjidhuna, Arshidhuna i altres variacions). Fou capital de la cora de Rayya (a vegades Rayyu o Raiya) que equival més o menys a la moderna província de Màlaga.
Al segle ix va tenir un paper destacat en la revolta muladí d'Úmar ibn Hafsun (a partir del 880) i va acabar molt malmesa quan la revolta va acabar el 17 de gener de 928. Va perdre la capitalitat de la cora en profit de Màlaga, més pròspera en aquell moment i que ja havia estat la capital regional abans de l'arribada de l'islam. Va recuperar la seva condició de fortalesa a partir del segle xiii, per servir com lloc de resistència a l'agressió cristiana. En Pedro Girón, gran mestre de l'orde de Calatrava, la va conquerir el 30 de setembre de 1462.
La vila va passar després sota la jurisdicció senyorial de la Casa d'Osuna. En 1901 se li va concedir el títol de ciutat i en 1980 es va declarar conjunt històric artístic.

## Demografia
| 1787  | 1842  | 1860  | 1877  | 1887  | 1900  | 1910  | 1920  | 1930  | 1940   | 1950   | 1960   | 1970   | 1981   | 1991   | 2001  | 2007  |
| ----- | ----- | ----- | ----- | ----- | ----- | ----- | ----- | ----- | ------ | ------ | ------ | ------ | ------ | ------ | ----- | ----- |
| 6.971 | 5.684 | 7.401 | 7.714 | 7.723 | 8.894 | 8.899 | 9.159 | 9.471 | 10.478 | 12.319 | 11.710 | 10.054 | 10.048 | 10.204 | 8.206 | 8.736 |